# Marčelo Dujanić
Marčelo Dujanić (Novaki kraj Pazina, 1942.), ekonomist.
Magistrirao je 1977. na Ekonomskom fakultetu Sveučilišta u Rijeci, a doktorski stupanj stekao je 1984. na Sveučilišnom centru ekonomskih i organizacijskih znanosti u Rijeci. Doktorsku disertaciju obranio je pod naslovom Metodski pristup u projektiranju organizacijskog modela petrokemijskog kompleksa. Iste je godine na Ekonomskom fakultetu u Rijeci izabran za docenta na području teorije i projektiranja organizacije. U trajno zvanje redovitoga profesora izabran je 1992. godine. Od 1998. radi na Veleučilištu u Rijeci kao redoviti profesor, a iste godine postaje i rektorom Veleučilišta, te na toj funkciji ostaje do studenog 2006. godine. Od studenog 2006. do veljače 2009. obnašao je dužnost rektora Sveučilišta Jurja Dobrile u Puli.
Usavršavao se na Sveučilištu u Trstu, Sveučilištu Heriota i Watta u Edinburghu, te na Oxfordskom studijskom centru.
Nositelj je kolegija na više stručnih i specijalističkih studija na Ekonomskom fakultetu Sveučilišta u Rijeci i Odjelu za ekonomiju "Dr. Mijo Mirković" Sveučilišta Jurja Dobrile u Puli.
Objavio je ukupno 121 znanstveni i stručni rad, među kojima je 9 knjiga od kojih 3 samostalno na talijanskom jeziku te 5 u suautorstvu na hrvatskom jeziku. Aktivan je društveni radnik te je u dosadašnjem radnom vijeku obavljao mnogobrojne funkcije stručne prirode.

## Članstva
- predsjednik Vijeća mjesnih zajednica u Skupštini općine Pazin
- bivši član Sekcije za znanstveno-istraživački rad Društva ekonomista Hrvatske
- bivši član Gospodarskog vijeća HGK
- član (corpo docente) Vijeća za PS Sveučilišta u Trstu
- član je Matičnog povjerenstva za ekonomiju u tri mandata
- bivši član Vijeća za novčanu potporu visoke naobrazbe pri Ministarstvu znanosti i tehnologije
- član Rektorskog zbora
- član Nacionalnog vijeća za visoko obrazovanje i Upravnog vijeća Agencije za znanost i visoko obrazovanje
- član American Management Association, Management Centre Europe, Brussels, Belgium
- bivši predsjednik znanstvenog savjeta Ministarstva za javne institute
- član Izdavačkog savjeta znanstveno-stručnog časopisa za gospodarska pitanja "Gospodarstvo Istre", kasnije "Ekonomska istraživanja"
- član Izdavačkog savjeta časopisa "Management" Journal of Contemporary, Management Issues, Editorial Board, University of Split, Faculty of Economics.

## Nagrade
- Nagrada "25. septembar" Općine Pazin (1974.)
- Orden rada sa srebrnim vijencem (1979.)
- Priznanje American Biographical Institute: Inclusion in the International Directory of Distinguished Leadership for Contribution to the Development of Economic Science (1994.)
- Priznanje Poslovne zajednice za razvoj petrokemije Zagreb za značajan osobni doprinos uspješnom djelovanju Poslovne zajednice za razvoj petrokemije Zagreb (1994.)
- Odličje predsjednika Republike Red Danice hrvatske s likom Ruđera Boškovića (1996.)
- Plaketa Grada Gospića (2002.)
- Plaketa Grada Otočca (2003.)

## Više informacija
- Sveučilište Jurja Dobrile u Puli

## Vanjske poveznice
- MZOŠ: Nacionalno vijeće za visoko obrazovanje - prof. dr. sc. Marčelo Dujanić  Arhivirana inačica izvorne stranice od 23. lipnja 2007. (Wayback Machine)
- Hrvatska znanstvena bibliografija - prof. dr. sc. Marčelo Dujanić

| akademske službe | akademske službe                                      | akademske službe            |
| ---------------- | ----------------------------------------------------- | --------------------------- |
| nova služba      | rektor Sveučilišta Jurja Dobrile u Puli 2006. – 2009. | nasljednik Robert Matijašić |